# Boarmia perfectaria
Boarmia perfectaria är en fjärilsart som beskrevs av Walker 1860. Boarmia perfectaria ingår i släktet Boarmia och familjen mätare. Inga underarter finns listade i Catalogue of Life.